# فرانك جونسون (لاعب دوري الرغبي)
فرانك جونسون (بالإنجليزية: Frank Johnson)‏ هو لاعب دوري الرغبي أسترالي، ولد في 1922 في ولونغونغ في أستراليا، وتوفي في 1993 في Manly, New South Wales ‏ في أستراليا.